# Bruket
Bruket är en av SCB avgränsad och namnsatt småort i Huddinge kommun i Stockholms län. Den omfattar bebyggelse norr och öster om sjön Ådran och området betraktas av de boende som orten Ådran som då även omfattar tätorten Östorp och Ådran.